# Svatby v Benátkách
Svatby v Benátkách je český seriál režiséra Jána Sebechlebského vysílaný na stanici Prima v letech 2014–2015. Děj seriálu se točí okolo majitelky svatebního salonu Olgy, která zařizuje svatby ostatním, ale sama marně hledá toho pravého. Seriál se odehrává ve městě Benátky nad Jizerou. Odbornou konzultaci a svatební šaty poskytl Svatební dům NUANCE. První díl se vysílal v neděli 29. června 2014 a nové díly se vysílaly každou neděli, od poloviny srpna se televize Prima rozhodla seriál vysílat dvakrát týdně, a to v úterý a ve čtvrtek večer.
Svatby v Benátkách se vrátily na obrazovky po zimní pauze, a to dne 10. února 2015. Pro podzimní sezónu televize Prima do svého vysílání seriál nezařadila. Nahradil ho seriál Přístav, který na Svatby v Benátkách navazuje.

## Obsazení

### Hlavní role
| Petra Hřebíčková     | Olga Drozdová / Pivodová |
| Alice Bendová        | Ludmila „Lola“ Brajčič   |
| Filip Blažek         | Roman „Romeo“ Mareš      |
| Martin Kraus         | MUDr. David Grábner      |
| Lenka Zahradnická    | zubní asistentka Lenka   |
| Hana Gregorová       | Libuše Drozdová          |
| Ladislav Potměšil    | Alois Drozd              |
| Alena Vránová        | domovnice Eva Krejzová   |
| Ondřej Veselý        | Filip Krejza             |
| Petr Kostka          | Karel Zelený             |
| Oldřich Vízner       | cukrář Kyselý            |
| Jiří Dvořák          | Ivan Drozd               |
| Miroslava Pleštilová | Marika Drozdová          |
| Dana Verzichová      | Eliška Krejzová          |

### Vedlejší role
| Pavel Řezníček                | Josef „José“ Pivoda     |
| Gabriela Heclová              | Andrea „Andy“ Drozdová  |
| Hedvika Čermáková             | Ema Drozdová / Pivodová |
| Kryštof Zapletal, Adam Drábek | Dan Drozd / Pivoda      |
| Dana Verzichová               | Eliška Krejzová         |
| Gregor Bauer                  | Karel                   |
| Magdalena Zimová              | Karlova matka           |
| Jan Komínek                   | Hugo                    |
| Andrea Verešová               | Kolomazníková-Vopičková |
| Stanislava Jachnická          | Sabina Beranová         |
| Alena Mudrová                 | Helena Beranová         |
| Jitka Smutná                  | pošťačka Boženka        |
| Zdeněk Žák                    | Šrámek                  |
| Jana Švandová                 | Anita                   |
| Václav Noid Bárta             | Milánek                 |
| Ernesto Čekan                 | Vopička                 |
| Zdeněk Podhůrský              | policista Podběl        |
| Kateřina Sedláková            | herečka                 |
| Jana Matějcová                | Donátová                |
| Bohumil Klepl                 | MUDr. Jonáš             |
| Veronika Gajerová             | Jaroslava Kloudová      |
| Štěpán Krtička                | Jan Klouda              |
| Dana Batulková                | Helena Jánská           |
| Tomáš Měcháček                | Viktor Brom             |
| Adéla Gondíková               | Romana Vágnerová        |
| Vladislav Beneš               | MUDr. Koníček           |
| Adriana Neubauerová           | Julie                   |
| Tomáš Karger                  | majitel čajovny         |
| Tomáš Vaněk                   | režisér                 |
| Věra Křesadlová               | Kony Marešová           |
| Zuzana Slavíková              | Arleta Říčanová         |
| Kateřina Brožová              | Kamila Sobotová         |
| Hana Kusnjerová               | Anna Lišková            |
| Pavel Kožíšek                 | Kouzelník Pavel Kabátek |

## Seznam dílů

### První řada
| Č. v seriálu | Č. v řadě | Původní název            | Režie            | Scénář                             | Premiéra v ČR      | Sledovanost (v milionech) |
| ------------ | --------- | ------------------------ | ---------------- | ---------------------------------- | ------------------ | ------------------------- |
| 1            | 1         | Hořela nevěsta           | Ján Sebechlebský | Lucie Konečná                      | 29. června 2014    | 0,982                     |
| 2            | 2         | Svatba na louce          | Ján Sebechlebský | Lucie Konečná                      | 6. července 2014   | 0,754                     |
| 3            | 3         | Vezmu si tě jindy!       | Ján Sebechlebský | Magdaléna Turnovská                | 13. července 2014  | 0,668                     |
| 4            | 4         | Manuál svatební noci     | Ján Sebechlebský | Lucie Konečná                      | 20. července 2014  | 0,581                     |
| 5            | 5         | Jak se sváděj ženatý     | Ján Sebechlebský | Eva Papoušková                     | 27. července 2014  | 0,651                     |
| 6            | 6         | Svatební košile          | Ivo Macharáček   | Lucie Konečná                      | 3. srpna 2014      | 0,599                     |
| 7            | 7         | Pruhovaná vášeň          | Ivo Macharáček   | Magdaléna Turnovská                | 10. srpna 2014     | 0,615                     |
| 8            | 8         | Mořský vánek             | Ivo Macharáček   | Lucie Konečná, Magdaléna Turnovská | 12. srpna 2014     | 0,546                     |
| 9            | 9         | Tak trochu ženatý        | Ivo Macharáček   | Magdaléna Turnovská                | 14. srpna 2014     | 0,611                     |
| 10           | 10        | Toužím                   | Petr Slavík      | Eva Papoušková, Lucie Konečná      | 19. srpna 2014     | 0,623                     |
| 11           | 11        | Miláček                  | Petr Slavík      | Lucie Konečná                      | 21. srpna 2014     | 0,632                     |
| 12           | 12        | Bude se vdávat!          | Petr Slavík      | Magdaléna Turnovská                | 26. srpna 2014     | 0,461                     |
| 13           | 13        | Svatba neplatí           | Petr Slavík      | Lucie Konečná                      | 28. srpna 2014     | 0,467                     |
| 14           | 14        | Zase lžeš!               | Petr Slavík      | Magdaléna Turnovská                | 2. září 2014       | 0,479                     |
| 15           | 15        | Foť to štěstí!           | Petr Slavík      | Lucie Konečná, Magdaléna Turnovská | 4. září 2014       | 0,420                     |
| 16           | 16        | In Vino Veritas          | Ivo Macharáček   | Magdaléna Turnovská                | 9. září 2014       | 0,431                     |
| 17           | 17        | Moji králíci mi rozumějí | Ivo Macharáček   | Eva Papoušková, Lucie Konečná      | 11. září 2014      | 0,459                     |
| 18           | 18        | Venuše                   | Ivo Macharáček   | Lucie Konečná                      | 16. září 2014      | 0,456                     |
| 19           | 19        | Navždy spolu             | Ivo Macharáček   | Magdaléna Turnovská                | 18. září 2014      | 0,440                     |
| 20           | 20        | Nelíbat!                 | Ivo Macharáček   | Lucie Konečná, Magdaléna Turnovská | 23. září 2014      | 0,449                     |
| 21           | 21        | Jsem otec!               | Petr Slavík      | Lucie Konečná, Magdaléna Turnovská | 25. září 2014      | 0,420                     |
| 22           | 22        | Jedeme dál!              | Petr Slavík      | Magdaléna Turnovská                | 30. září 2014      | 0,449                     |
| 23           | 23        | Žít se musí              | Petr Slavík      | Tereza Dusová                      | 2. října 2014      | 0,448                     |
| 24           | 24        | Smlouva s ďáblicí        | Petr Slavík      | Lucie Konečná                      | 7. října 2014      | 0,509                     |
| 25           | 25        | Výlet k moři             | Petr Slavík      | Lucie Konečná                      | 9. října 2014      | 0,440                     |
| 26           | 26        | Nepovedený otec          | Ivo Macharáček   | Magdaléna Turnovská                | 14. října 2014     | 0,450                     |
| 27           | 27        | Řekni ano                | Ivo Macharáček   | Tereza Dusová                      | 16. října 2014     | 0,470                     |
| 28           | 28        | Falešné ano              | Ivo Macharáček   | Lucie Konečná                      | 21. října 2014     | 0,458                     |
| 29           | 29        | Poukaz na zázrak         | Ivo Macharáček   | Lucie Konečná                      | 23. října 2014     | 0,420                     |
| 30           | 30        | Běží ti čas              | Petr Slavík      | Magdaléna Turnovská                | 28. října 2014     | 0,503                     |
| 31           | 31        | Lampiony štěstí          | Petr Slavík      | Lucie Konečná                      | 30. října 2014     | 0,441                     |
| 32           | 32        | Královna ze Sáby         | Petr Slavík      | Lucie Konečná                      | 4. listopadu 2014  | 0,469                     |
| 33           | 33        | Princezna                | Petr Slavík      | Tereza Dusová                      | 6. listopadu 2014  | 0,398                     |
| 34           | 34        | Rubínová svatba          | Petr Slavík      | Magdaléna Turnovská                | 11. listopadu 2014 | 0,474                     |
| 35           | 35        | Dívčí válka              | Ivo Macharáček   | Tereza Dusová                      | 13. listopadu 2014 | 0,472                     |
| 36           | 36        | Budiž prostřeno!         | Ivo Macharáček   | Lucie Konečná, Magdaléna Turnovská | 18. listopadu 2014 | 0,449                     |
| 37           | 37        | Až se vdáš               | Ivo Macharáček   | Lucie Konečná, Magdaléna Turnovská | 20. listopadu 2014 | 0,470                     |
| 38           | 38        | Zásnubní papoušek        | Ivo Macharáček   | Magdaléna Turnovská                | 25. listopadu 2014 | 0,483                     |
| 39           | 39        | Děti jsou moje           | Ivo Macharáček   | Lucie Konečná, Magdaléna Turnovská | 27. listopadu 2014 | 0,457                     |

### Druhá řada
| Č. v seriálu | Č. v řadě | Původní název                | Režie     | Scénář                                                                 | Premiéra v ČR   | Sledovanost (v milionech) |
| ------------ | --------- | ---------------------------- | --------- | ---------------------------------------------------------------------- | --------------- | ------------------------- |
| 40           | 1         | Neříkej mi miláčku!          | Ján Novák | Lucie Konečná, Magdaléna Turnovská                                     | 10. února 2015  | 0,440                     |
| 41           | 2         | Nechci mu lhát               | Ján Novák | Lucie Konečná, Magdaléna Turnovská                                     | 12. února 2015  | 0,428                     |
| 41           | 3         | Narozeniny                   | Ján Novák | Lucie Konečná                                                          | 17. února 2015  | 0,436                     |
| 43           | 4         | Komando                      | Ján Novák | Lucie Konečná, Magdaléna Turnovská                                     | 19. února 2015  | 0,369                     |
| 44           | 5         | Frajerka                     | Ján Novák | Lucie Konečná, Magdaléna Turnovská, Tomáš Grombíř, Lucie Stropnická    | 24. února 2015  | 0,385                     |
| 45           | 6         | Otvíráme!                    | Ján Novák | Lucie Konečná, Magdaléna Turnovská, Tomáš Grombíř                      | 26. února 2015  | 0,371                     |
| 46           | 7         | Konečně sami!                | Ján Novák | Lucie Konečná, Magdaléna Turnovská                                     | 3. března 2015  | 0,389                     |
| 47           | 8         | Black and White              | Ján Novák | Lucie Konečná, Magdaléna Turnovská, Ilona Smejkalová                   | 5. března 2015  | 0,389                     |
| 48           | 9         | Panelák pro ptáky            | Ján Novák | Lucie Konečná, Magdaléna Turnovská, Jana Hošková, Tomáš Grombíř        | 10. března 2015 |                           |
| 49           | 10        | Tajfun                       | Ján Novák | Lucie Konečná, Magdaléna Turnovská, Tomáš Grombíř                      | 12. března 2015 |                           |
| 50           | 11        | Sedm set padesát osm korálků | Ján Novák | Lucie Konečná, Magdaléna Turnovská, Lucie Stropnická                   | 17. března 2015 | 0,359                     |
| 51           | 12        | Dcerám vstup zakázán         | Ján Novák | Lucie Konečná, Magdaléna Turnovská, Tomáš Grombíř                      | 19. března 2015 |                           |
| 52           | 13        | Něco jako bratranec          | Ján Novák | Lucie Konečná, Magdaléna Turnovská                                     | 24. března 2015 |                           |
| 53           | 14        | Svatba nad hrobem            | Ján Novák | Lucie Konečná, Magdaléna Turnovská, Lucie Stropnická                   | 26. března 2015 |                           |
| 54           | 15        | Poslední manželská večeře    | Ján Novák | Lucie Konečná, Magdaléna Turnovská, Ilona Smejkalová                   | 31. března 2015 | 0,341                     |
| 55           | 16        | Dítě je dar                  | Ján Novák | Lucie Konečná, Magdaléna Turnovská, Ilona Smejkalová                   | 2. dubna 2015   | 0,356                     |
| 56           | 17        | Nejsem služka                | Ján Novák | Lucie Konečná, Magdaléna Turnovská, Lucie Stropnická, Tomáš Grombíř    | 7. dubna 2015   | 0,351                     |
| 57           | 18        | Kouzla a čáry                | Ján Novák | Lucie Konečná, Magdaléna Turnovská, Tomáš Grombíř                      | 9. dubna 2015   | 0,368                     |
| 58           | 19        | SOS!                         | Ján Novák | Lucie Konečná, Magdaléna Turnovská, Jitka Musilová                     | 14. dubna 2015  | 0,343                     |
| 59           | 20        | Vy se znáte?                 | Ján Novák | Lucie Konečná, Magdaléna Turnovská, Lucie Stropnická, Jitka Musilová   | 16. dubna 2015  | 0,335                     |
| 60           | 21        | Mistři skalpelu              | Ján Novák | Lucie Konečná, Magdaléna Turnovská, Ilona Smejkalová                   | 21. dubna 2015  | 0,345                     |
| 61           | 22        | Stará láska nerezaví         | Ján Novák | Lucie Konečná, Magdaléna Turnovská, Lucie Stropnická, Ilona Smejkalová | 23. dubna 2015  | 0,335                     |
| 62           | 23        | Andy má talent               | Ján Novák | Lucie Konečná, Lucie Stropnická, Ilona Smejkalová                      | 28. dubna 2015  |                           |
| 63           | 24        | Múza nejezdí autobusem       | Ján Novák | Lucie Konečná, Magdaléna Turnovská, Tomáš Grombíř                      | 30. dubna 2015  |                           |
| 64           | 25        | Jsi bezvadná, mami!          | Ján Novák | Lucie Konečná, Magdaléna Turnovská, Lucie Stropnická                   | 5. května 2015  | 0,321                     |
| 65           | 26        | Ultimátum                    | Ján Novák | Lucie Konečná, Magdaléna Turnovská                                     | 7. května 2015  | 0,327                     |
| 66           | 27        | Láska k Olze                 | Ján Novák | Lucie Konečná, Magdaléna Turnovská, Ilona Smejkalová                   | 12. května 2015 | 0,312                     |
| 67           | 28        | Vzducholoď nežárlí!          | Ján Novák | Lucie Konečná, Magdaléna Turnovská, Lucie Stropnická, Tomáš Grombíř    | 14. května 2015 | 0,278                     |
| 68           | 29        | Holka, co nechce děti        | Ján Novák | Lucie Konečná, Magdaléna Turnovská, Tomáš Grombíř                      | 19. května 2015 | 0,374                     |
| 69           | 30        | Tajná oslava                 | Ján Novák | Lucie Konečná, Magdaléna Turnovská, Tomáš Grombíř                      | 21. května 2015 |                           |
| 70           | 31        | To je gól!                   | Ján Novák | Lucie Konečná, Magdaléna Turnovská, Lucie Stropnická, Jitka Musilová   | 26. května 2015 |                           |
| 71           | 32        | Dva                          | Ján Novák | Lucie Konečná, Magdaléna Turnovská, Jitka Musilová                     | 28. května 2015 |                           |
| 72           | 33        | Mizerná láska                | Ján Novák | Lucie Konečná, Magdaléna Turnovská, Ilona Smejkalová                   | 2. června 2015  |                           |
| 73           | 34        | Jsem pro něj vzduch!         | Ján Novák | Lucie Konečná, Magdaléna Turnovská, Lucie Stropnická, Ilona Smejkalová | 4. června 2015  | 0,349                     |
| 74           | 35        | Pánská jízda                 | Ján Novák | Lucie Konečná, Magdaléna Turnovská, Tomáš Grombíř                      | 9. června 2015  | 0,386                     |
| 75           | 36        | Vernisáž                     | Ján Novák | Lucie Konečná, Magdaléna Turnovská, Tomáš Grombíř                      | 11. června 2015 |                           |
| 76           | 37        | Mateřská                     | Ján Novák | Lucie Konečná, Magdaléna Turnovská, Tomáš Grombíř                      | 16. června 2015 | 0,376                     |
| 77           | 38        | Leoš Mareš se žení           | Ján Novák | Lucie Konečná, Magdaléna Turnovská                                     | 18. června 2015 |                           |
| 78           | 39        | Balzám na duši               | Ján Novák | Lucie Konečná, Magdaléna Turnovská                                     | 23. června 2015 |                           |
| 79           | 40        | Happy end                    | Ján Novák | Lucie Konečná, Magdaléna Turnovská                                     | 25. června 2015 | 0,488                     |